# Quần đảo Diomede
Quần đảo Diomede (/ˌdaɪ.əˈmiːdiː/; tiếng Nga: острова́ Диоми́да, ostrová Diomída), ở Nga còn có tên là Quần đảo Gvozdev (tiếng Nga: острова́ Гво́здева, ostrová Gvozdjeva), gồm hai hòn đảo đá dạng núi đỉnh bằng:
- Hòn đảo Diomede Lớn của Nga (thuộc Khu tự trị Chukotka), còn có tên là Imaqliq, Inaliq, Nunarbuk hoặc Đảo Ratmanov
- Hòn đảo Diomede Nhỏ của Hoa Kỳ (thuộc Alaska) hay Ignaluk, còn được gọi là Đảo Krusenstern[a]

Quần đảo Diomede nằm ở phần giữa của Eo biển Bering, ở hai bên là đất liền Alaska và Siberia, giáp ranh với Biển Chukchi ở phía bắc và Biển Bering ở phía nam. Nằm cách 9,3 km (5,8 mi) về phía đông nam là Đá Fairway, thường không được coi là nằm trong Quần đảo Diomede. Vì quần đảo bị chia đôi bởi Đường đổi ngày quốc tế, Diomede Lớn gần như đi trước một ngày so với Diomede Nhỏ, nhưng không hoàn toàn; do hai múi giờ được định sẵn, Diomede Lớn chỉ cách Diomede Nhỏ có 21 giờ (không phải 23 giờ như nhiều người nhầm lẫn). Vì thế nên hai hòn đảo đôi khi còn được gọi là Đảo Mai (Diomede Lớn) và Đảo Hôm (Diomede Nhỏ).

## Tên gọi
Quần đảo được đặt tên theo Thánh Diomedes, xuất phát từ từ tiếng Hy Lạp Διος (Dios), nghĩa là "thuộc về Zeus", và μηδομαι (medomai), nghĩa là "suy nghĩ, lên kế hoạch".

## Vị trí
Quần đảo bị phân cách bởi một đường biên giới quốc gia, cũng là một phần của Đường đổi ngày quốc tế, cách mỗi đảo khoảng 2 km (1,2 mi), ở vị trí 168°58'37"T. Tại hai điểm gần nhất, hai hòn đảo cách nhau khoảng 3,8 km (2,4 mi). Dân cư trên Đảo Diomede Nhỏ tập trung ở phía tây của đảo tại làng Diomede. Đây là điểm gần nhất giữa Hoa Kỳ và Nga..
Đảo Diomede Lớn là điểm cực đông của nước Nga.
Quần đảo Diomede thường được cho có thể sẽ là điểm dừng chân cho một cây cầu hoặc đường hầm có thể được xây dựng để vượt qua Eo biển Bering.
Vào mùa đông, ở khoảng giữa hai đảo thường xuất hiện một cây cầu băng; do đó trong thời gian này người ta có khả năng (nhưng không được phép do việc đi lại giữa hai đảo đã bị cấm) di chuyển qua lại giữa Hoa Kỳ và Nga.

## Lịch sử
Người châu Âu đầu tiên tới Eo biển Bering là nhà thám hiểm người Nga Semyon Dezhnev vào năm 1648. Ông có nói về hai hòn đảo có dân cư với tập tục đeo đồ trang trí môi, nhưng không chắc chắn đây là Quần đảo Diomede. Nhà hàng hải người Đan Mạch Vitus Bering đã tái khám phá Quần đảo Diomede trong lúc dẫn một đoàn thám hiểm Nga vào ngày 16 tháng 8 (theo lịch cũ, 26 tháng 8 theo lịch mới) năm 1728, đúng ngày Giáo hội Chính thống giáo Nga làm lễ tưởng nhớ Thánh Diomede (từ đó xuất phát tên cho quần đảo). Vào năm 1732, một nhà trắc địa người Nga, Mikhail Gvozdev, đã xác định tọa độ kinh độ và vĩ độ cho hai hòn đảo.
Hiệp ước năm 1867 giữa Hoa Kỳ và Nga nhằm hoàn tất thương vụ Alaska dùng quần đảo này để xác định ranh giới giữa hai quốc gia: Đường ranh giới phân cách "Đảo Krusenstern, hay Ignaluk, khỏi Đảo Ratmanov, hoặc Nunarbuk, hai khoảng cách đều nhau, và chạy về phía bắc cho tới khi biến mất hoàn toàn trên Bắc Băng Dương."
Trong Chiến tranh Lạnh, khoảng cách này trở thành ranh giới giữa Hoa Kỳ và Liên Xô, và được gọi là "Bức màn Băng". Tuy nhiên, vào năm 1987, Lynne Cox đã bơi sang phía đảo bên kia, và được cả Mikhail Gorbachev lẫn Ronald Reagan chúc mừng.
Vào mùa hè năm 1995, diễn viên truyền hình và người dẫn phim tài liệu người Anh Michael Palin bắt đầu chuyến đi vòng quanh Vành đai Thái Bình Dương tại 18 nước, và tới Đảo Diomede Nhỏ, một phần trong series của BBC Full Circle. Ông dự định tới đây một lần nữa ở cuối chuyến đi dài tám tháng của mình, nhưng không thể do biển động.
Đảo Diomede Lớn theo truyền thống là khối đất cực đông trước Đường đổi ngày quốc tế, và là mảnh đất đầu tiên đón năm mới, nếu dùng thời gian Mặt Trời ở địa phương. Tuy nhiên, khi dùng giờ chính thức, một khu vực lớn ở miền đông Nga và New Zealand cũng có chung múi giờ với quần đảo này. New Zealand cũng áp dụng Quy ước giờ mùa hè trong khoảng thời gian cuối tháng 12, nhưng Nga không áp dụng quy ước này (xem giờ ở New Zealand và giờ ở Nga). Tuy nhiên, điều này bắt đầu được tranh cãi vào năm 1995, khi Đường đổi ngày quốc tế được dịch chuyển sang phía đông của Kiribati và múi giờ cực đông của đất nước này (GMT+14) nay là múi giờ sớm nhất.
Chính quyền Xô viết đã tái định cư lại những người bản địa trên Đảo Diomede Lớn sang đất liền Nga, và hòn đảo nay chỉ có các đơn vị quân đội đóng quân. Diomede Nhỏ có dân số là 170, đều là người Inupiat Inuit, sống toàn bộ trong ngôi làng ở rìa tây của đảo, mặc dù cả hòn đảo được coi là Thành phố Diomede. Làng này có một trường học và một cửa hàng. Một số dân cư người Inuit nổi tiếng với nghề điêu khắc ngà. Khi thời tiết cho phép, người ta có thể tiếp cận đảo bằng đường hàng không.